# Kentiopsis oliviformis
Kentiopsis oliviformis är en enhjärtbladig växtart som först beskrevs av Adolphe-Théodore Brongniart och Jean Antoine Arthur Gris, och fick sitt nu gällande namn av Adolphe-Théodore Brongniart. Kentiopsis oliviformis ingår i släktet Kentiopsis och familjen Arecaceae. IUCN kategoriserar arten globalt som starkt hotad. Inga underarter finns listade i Catalogue of Life.

## Bildgalleri

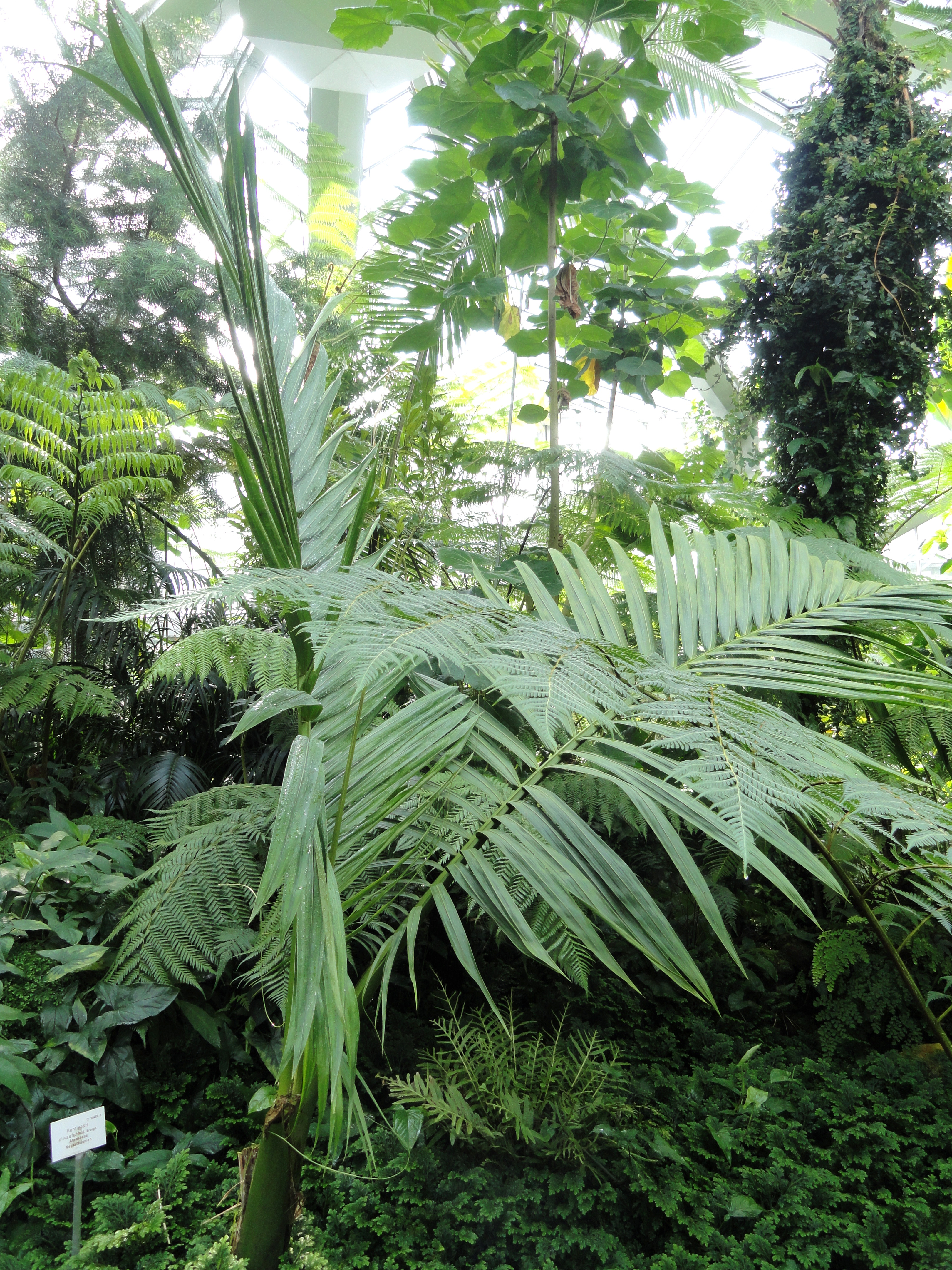